# Агата (королева Англії)
Ага́та (англ. Agatha) — королева-консорт Англії (дружина короля Англії Едварда Вигнанця), мати Едгара Етелінга та Св. Маргарити Шотландської, черниця.
Походження Агати досі викликає суперечки в дослідників. Ймовірно — була дочкою Великого Князя Київського Ярослава Мудрого. Існує гіпотеза англійської дослідниці Н. Дей, що Агата була дочкою Володимира Великого та візантійської принцеси Анни Порфірородної.

## Середньовічні свідоцтва
Питання походження і національної приналежності Агати дотепер є загадкою історії. Збережені середньовічні джерела вкрай суперечливі щодо її походження. Англосаксонська хроніка, а також Флоренс Вустерський у своїх роботах «Chronicon ex chronicis» і «Regalis prosapia Anglorum», Симеон Даремський і Елред Рівоскій повідомляють, що Агата була родичкою «імператора Генріха». Р'єволкс, а за ним і шотландська Мелроузька хроніка називають її дочкою імператора Генріха. Матвій Паризький, однак, вважав Агату сестрою імператора. Жеффрен Гаймар в «Історії англів» заявляє, що вона була дочкою короля та королеви Угорщини, хоча і датує цей шлюб часом, коли Едуард ще перебував у Києві. Ордеріка Віталій в «Історії церкви» більш конкретний, називаючи батьком Агати короля Шаламона, який насправді жив дещо пізніше.
Вільям Мальмсберійський у «De Gestis Regis Anglorum» стверджує, що дружина Едуарда була сестрою королеви Угорщини (донька Ярослава Мудрого). Про це повідомляє також Альберік де Труа-Фонтен.
Роджер Ховеденський та автор «Законів Едуарда Сповідника» повідомляють, що коли Едуард проживав при дворі київського «короля Малесклода», він одружився зі знатною жінкою. Щобільше, автор «Законів Едуарда Сповідника» додає, що мати Святої Маргарити походила з руського королівського роду (Великих князів Київських).

## Німецька й угорська теорії
Припущення, що Агата була дочкою або сестрою імператора Священної Римської імперії, не підтверджується ніякими німецькими джерелами, що робить цю теорію вкрай малоймовірною. ґрунтовнішим виглядає погляд, який запропонували історики XVIII століття, що вона була племінницею імператора. Джорджіо Прай, О. Ф. Шум та Іштван Катона висунули гіпотезу, що Агата була дочкою брата імператора Генріха II Бруно Аугсбурзького. Проте в німецьких джерелах немає відомостей, що цей канонізований єпископ мав будь-яких дітей.
Відомий фахівець із генеалогії Сабольч де Важа, ґрунтуючись на точнішому перекладі латини Флоренс Вустерського і припущенні, що імператор, який згадується в англосаксонській хроніці, є Генріхом III, підтримав і широко оприлюднив припущення більш раннього угорського історика Йожефа Херцога, що Агата була дочкою Людольфа — маркграфа Західної Фризії, старшого брата по матері імператора Генріха III. Ця теорія панувала в історичній науці протягом 30 років, поки Рене Жетте не запропонував іншу гіпотезу походження Агати.

## Київська теорія

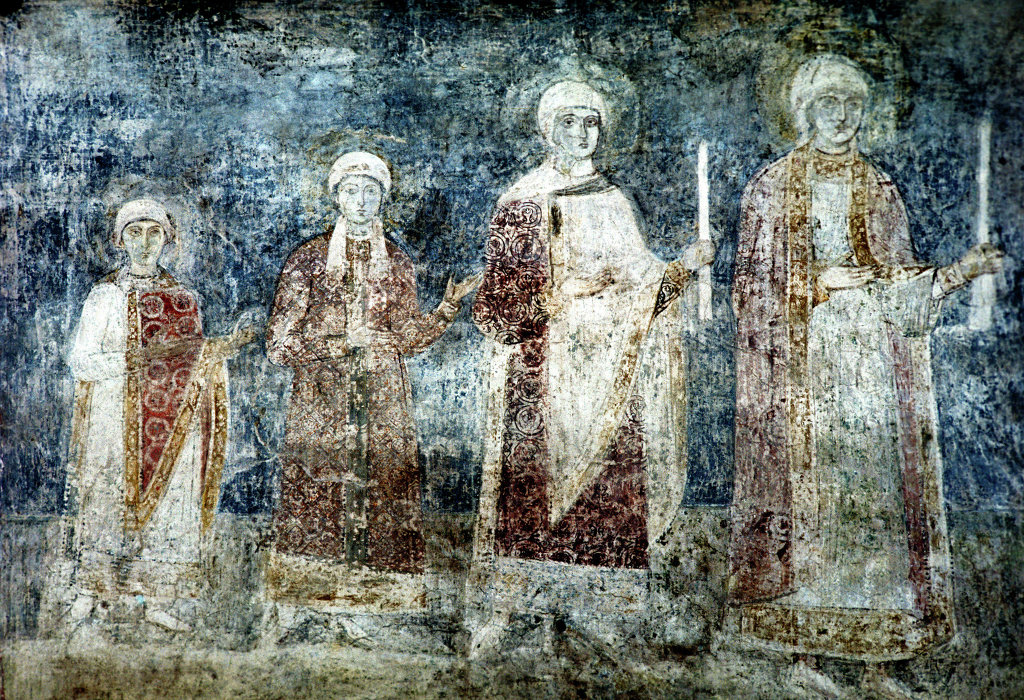
Доньки Ярослава Мудрого. Фреска XI ст.

Рене Жетте вказав, що Вільям Мальмсберійський і низка пізніших хроністів впевнено повідомляють, що сестра Агати була королевою Угорщини. З біографії Едуарда Вигнанця відомо, що він підтримував угорського короля Андраша I, і супроводжував його в поїздці з Києва до Угорщини у 1046 р., після чого довгий час перебував при дворі Ендре I. Дружиною угорського короля була Анастасія, дочка київського князя Ярослава Мудрого та шведської принцеси Інгігерди. Таким чином, за логікою Жетте, Агата виявляється дочкою Ярослава. Це припущення добре узгоджується з твердженнями Жеффрея Гаймара і Роджера Ховеденского про те, що Едуард, проживаючи в Києві, взяв за дружину дівчину з місцевого знатного роду, а також про те, що тестем Едуарда був «руський король».
Відповідно до іншої теорії, Агата могла бути не дочкою, а сестрою Ярослава Мудрого. Остання дружина Володимира Святославича — батька Ярослава, була, ймовірно, німецькою принцесою, що узгоджується зі свідченнями хроністів про німецькі корені дружини Едуарда Сповідника. Більше того, приблизно в той же час, коли Едуард одружився з Агатою, зафіксований шлюб польського князя Казимира I та іншої дочки Володимира I — Добронеги. Відповідно до даної теорії, зв'язок Агати з угорським королівським домом також наявний, оскільки інша дочка Володимира Прямислава була дружиною угорського принца Ласло Сміливого, дядька короля Ендре I.
Імена дітей та онуків Агати — Маргарита, Христина, Давид та Олександр — невідомі сучасній їй Британії, також можуть свідчити про візантійсько-руське (давньоукраїнське) походження дружини Едуарда Вигнанця. Так, Давид це ім'я, яке дали при хрещенні першому київському святому й молодшому братові Ярослава Мудрого Глібу (канонізований близько 1073 р.). Це ім'я також вживається у відомій промові єпископа Іларіона Київського, що порівняв Володимира I з біблійним Давидом, а Ярослава з Соломоном Мудрим. Дітей угорського короля Андраша I також звали Давид і Шаламон. Олександр, безумовно, сходить до імені Олександра Македонського, діяння і біографія якого були дуже популярні в Києві XI століття. Нарешті, імена Маргарита і Христина мають, мабуть, шведське походження, а дружина Ярослава Мудрого Інгігерда (Ірина) була саме шведською принцесою.
Слабкою стороною київської теорії походження Агати є той факт, що в цьому випадку Едгар Етелінг і Маргарита Свята були б по материнській лінії двоюрідними братом і сестрою французького короля Філіпа I. Такі близькі родинні зв'язки не могли бути не помічені сучасниками, проте ні в одному з середньовічних джерел не міститься жодної згадки про це. Мовчання хроністів про спорідненість французького короля та шотландської королеви свідчить проти припущення про великокнязівське походження Агати.

## Болгарська теорія
На початку XXI століття було висунуто ще одну гіпотезу: болгарський історик Ян Младен припустив, що Агата була дочкою Гавриїла Радомира, передостаннього царя Першого Болгарського царства, і його дружини, угорської принцеси, дочки князя Гези. Відповідно до цієї версії, після свого розлучення з Гавриїлом Радомиром, мати Агати покинула Болгарію вагітною і повернулася на батьківщину, де і народилася майбутня дружина Едуарда Вигнанця. Вибір імені для Агати пояснюється тим, що таке ім'я носила мати Гавриїла Радомира, знатна гречанка з Діррахія.
Слабкість болгарської теорії в її хронології. Шлюб дочки Гези і Гавриїла Радомира звичайно датується 987 р. У цьому випадку Агата виявляється більше, ніж на п'ятнадцять років старше, ніж її чоловік Едуард, більше того, на час народження Едгара Етелінга Агаті було б 75 років, що виглядає вкрай неправдоподібним.